# Västra Ny kyrkokör
Västra Ny kyrkokör är en blandad kör och kyrkokör i Västra Ny församling, Borensberg som bildades senast 1911.